# كونستانتين بستل
كونستانتين بستل (بالرومانية: Constantin Pistol)‏ هو لاعب كرة قدم روماني في مركز الوسط، ولد في 12 يونيو 1967 في رومانيا. لعب مع رابيد بوخارست ونادي أولت سكورنيكشتي ونادي ستيوا بوخارست.

## وصلات خارجية
- كونستانتين بستل على موقع قاعدة بيانات كرة القدم.إي يو (الإنجليزية)